# Merete Pedersen
Merete Pedersen (Sæby, 30 giugno 1973) è un'ex calciatrice danese, di ruolo attaccante.
Nella sua carriera ha giocato ai massimi livelli nei campionati danese, tedesco e italiano, conquistando due titoli e tre coppe nazionali nel primo, una finale di DFB-Pokal nel secondo e due coppe Italia, una supercoppa e una Italy Women's Cup nel terzo.
Dal 1993 al 2009 ha indossato la maglia della nazionale danese, siglando 65 reti in 136 incontri, al 2016, detentrice del titolo di migliore marcatrice di tutti i tempi eguagliato nel 2021 da Pernille Harder.

## Carriera

### Club
Conclude la sua parentesi italiana il 20 maggio 2006, alla 22ª e ultima giornata del campionato di Serie A 2005-2006, dove allo Stadio Vanni Sanna di Sassari la Torres supera il Vigor Senigallia consolidando il quarto posto in classifica; in quell'occasione Pedersen è autrice della rete che al 38' del secondo tempo fissa il risultato sul 3-1. Al termine della stagione con 16 reti all'attivo si classifica quarta nella classifica marcatori del campionato a pari merito con Teresina Marsico (ACF Milan)

## Palmarès

### Trofei nazionali
- Campionato danese: 2

Odense: 1999-2000, 2000-2001
- Coppa di Danimarca: 3

Odense: 1997-1998, 1998-1999, 2002-2003
- Coppa Italia: 2

Torres: 2003-2004, 2004-2005
- Supercoppa italiana: 1

Torres: 2004

#### Trofei internazionali
- Italy Women's Cup: 1

Torres: 2004